# Gamla stan, Dubrovnik
Gamla stan (kroatiska: Stari Grad), i administrativa sammanhang Grad (Staden), är en stadsdel i Dubrovnik i Kroatien. Den utgör Dubrovniks historiska och befästa stadskärna med rötter från mitten av 600-talet och är den plats ur vilken Dubrovnik genom befolkningstillväxt med tiden kom att expandera. Gamla stans yttre gränser definieras av Dubrovniks ringmur och all bebyggelse inom murarna räknas till stadsdelen som är Dubrovniks och en av Kroatiens främsta sevärdheter. Stadsdelen besöks årligen av tusentals turister och sedan 1979 är den uppsatt på Unescos världsarvslista. 
Gamla stan är Dubrovniks turistiska, kulturella, politiska, administrativa och religiösa centrum. I stadsdelen har den romersk-katolska kyrkan, läns- och stadsadministrationen sitt säte.  

## Geografi
Gamla stan ligger på ett utskjutande landområde vid bergets Srđs fot i sydöstra delen av dagens Dubrovnik. Det utskjutande landområdet var ursprungligen en holme separerad från fastlandet via en smal kanal. Under 1100-talet fylldes kanalen igen och holmen fick landförbindelse. Stadsdelen är omgiven av Adriatiska havet i sydväst, söder och öster. I nordväst gränsar Gamla stan till stadsdelen Pile-Kono, i norr och nordöst till Ploče-Iza Grada.

## Arkitektur, stadsbild och sevärdheter
I Gamla stan ligger Dubrovniks mest representativa byggnadsverk. Utöver ringmuren och dess försvarsverk finns det flera äldre byggnader i stadsdelen som bär stildrag från gotiken, renässansen och barocken. Flera av Gamla stan palats, kyrkor, kloster och fontäner är verk av dåtidens främsta lokala och italienska arkitekter och mästare. Gamla stan är bortsett servicebilar och utryckningsfordon en bilfri stadsdel.

### Gator och torg
- Stradun
- Loggiatorget
- Gundulićs torg
- Pasko Miličevićs torg

### Historiska byggnader och anläggningar
- Arsenal
- Kaševågbrytaren
- Porporela
- Stadsklocktornet
- Stadsvaktens byggnad

### Inrättningar och utbildning
- DIU Libertas Internationella universitet
- Dubrovniks akvarium

### Kyrkor och religiösa byggnader
- Dominikanklostret och kyrkan
- Dubrovniks synagoga
- Franciskanklostret och kyrkan
- Heliga Bebådelsens kyrka
- Helige Frälsarens kyrka
- Helige Ignatius kyrka
- Katedralen i Dubrovnik
- Sankt Blasius kyrka
- Sankta Klaras kloster

### Museer och gallerier
- Sjöhistoriska museet
- Minnesrummet för Dubrovniks stupade försvarare

### Offentlig konst
- Onofrios lilla fontän
- Onofrios stora fontän
- Orlandos kolonn

### Palats
- Rektorspalatset
- Sponzapalatset

### Stadsmuren
- Dubrovniks ringmur med tillhörande objekt;
- Bokar
- Minčeta
- Pileporten
- Pločeporten
- Sankt Johannes fästning

## Kultur
Till Dubrovniks främsta kulturella evenemang hör Sankt Blasius fest och Sommarfestivalen som nästan uteslutande äger rum i Gamla stan.  

## Gamla stan i fiktion
Flera platser i Gamla stan, däribland Rektorspalatset, Sponzapalatset, Bokar och Minčeta, har använts vid inspelning av den amerikanska TV-serien Game of Thrones.